# Batalla del Paso Rishki
La batalla del paso Rishki (en búlgaro: Битката при Ришкия проход) tuvo lugar en el paso del mismo nombre, en Stara Planina, ubicada en los montes Balcanes, en la actual Bulgaria en algún momento del año 759.
Fue un enfrentamiento entre el Imperio búlgaro y el Imperio bizantino. El resultado fue una victoria búlgara.

## Orígenes del conflicto
Entre 755 y 775, el emperador bizantino Constantino V organizó nueve campañas para eliminar Bulgaria y, aunque se las arregló para derrotar a los búlgaros varias veces, nunca logró su objetivo.

## La batalla
En 759, el emperador dirigió un ejército enorme con respecto a Bulgaria, pero el kan Vinekh de Bulgaria había tenido tiempo suficiente para cortar varios pasos de las montañas. Cuando los bizantinos llegaron al paso Rishki fueron emboscados y derrotados por completo.
El historiador bizantino Teófanes el Confesor (758-817) escribió que los búlgaros mataron a Leo (el estratego de Tracia), al comandante de Drama y muchos otros soldados.

## Consecuencias
El kan Vinekh no aprovechó esta oportunidad favorable para avanzar en territorio enemigo. En su lugar, estableció negociaciones para la paz. Este acto fue muy impopular entre los nobles y el kan fue asesinado en 761.